# Dante Bini

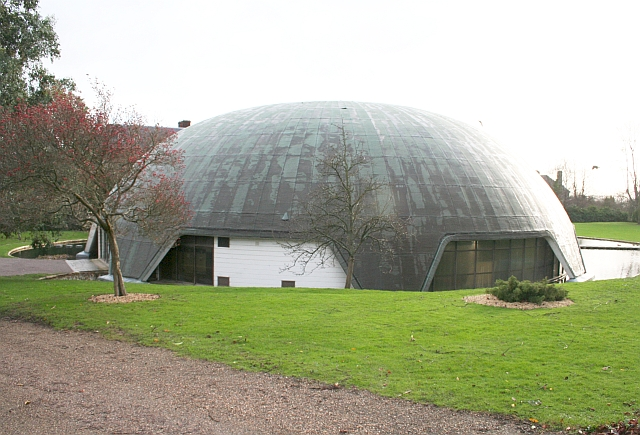
Een ontwerp van Bini

Dante Bini (Castelfranco Emilia, 22 april 1932) is een Italiaans architect, bekend om zijn revolutionaire snelle en ecologische bouwtechnieken. Hij studeerde af aan de Universiteit van Firenze in 1962.
Bini is de uitvinder van de techniek om in één dag koepels te bouwen zonder bouwstelling. De nog vloeibare beton wordt door middel van lucht de hoogte in gedrukt.
Hij kreeg de bijnaam architect der piramiden omwille van zijn goedkope en ecologische betonkoepels, de zgn. Binishells.
Hem was opgedragen een haalbaarheidsonderzoek te verrichten voor een piramidale stad voor de piramide van Shimizu, voor de stad Tokyo.
- Gemeinsame Normdatei: 1103250663
- International Standard Name Identifier: 0000 0003 8240 1627
- Library of Congress Control Number: no2010122341
- Système universitaire de documentation: 147214726
- Union List of Artist Names: 500087708
- Virtual International Authority File: 265493005
- WorldCat: E39PBJkhJQYbvDmM9yqwVbyTpP